# Tingwall stone

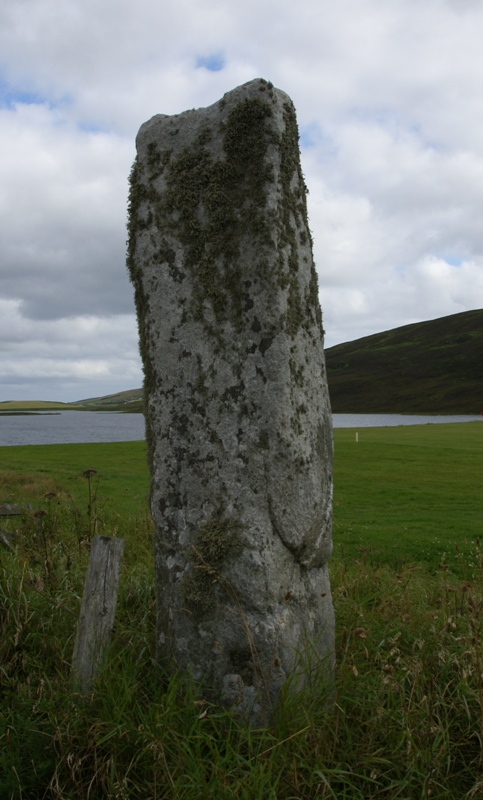
Tingwall stone

Der Tingwall stone (auch Murder stone genannt) ist eine Art Menhir (englisch Standing stone). Er steht zwischen den Seen Loch of Tingwall und Loch of Asta an der Straße B9074 etwa 1,5 km südlich von „Law Ting Holm“, unweit von Scalloway auf Shetland in Schottland steht. Der quaderartige, geborstene Stein ist etwa 2,0 m hoch. Historiker haben darüber spekuliert, dass Sinclair und seine Truppen seinen Mitregenten „Malise Sparre“, dessen Todesumstände nicht überliefert sind, in der Nähe von Scalloway töteten.
Der Name Mörderstein ist mit dem Tod von Malise Sparre, Earl of Strathearn einer historischen Landschaft in Schottland verbunden, der 1389 oder 1391 mit sieben seiner Anhänger in einem Kampf mit seinem Cousin Henry Sinclair, dem 1. Earl of Orkney (1345–1400 oder 1401) getötet worden sein soll. Der Stein wurde errichtet, um seines Todes zu gedenken. Die historischen Daten belegen einen Máel Ísu, 8. Earl of Strathearn (1330–1334), der 1350 starb. Sein Enkel war Malise Sparre, dessen Lebensdaten kaum überliefert sind.
John R. Tudor schrieb 1883 in The Orkney and Shetland; Their Past and Present State: „Malise Sperra scheint sich auf Shetland niedergelassen zu haben und in einem Streit mit seinen Cousins, die beim Thing im Jahre 1389 auftauchten, getötet worden zu sein. Der Stein aus grauem Granit in der Nähe des Straßenrandes wurde vermutlich errichtet, um die Stelle zu kennzeichnen, wo er fiel.“
Fast das gleichlautende steht 1889 im Tagebuch des Reverend John Mill Pfarrer von Dunrossness, Sandwick und Cunningsburgh in Shetland: „In der Pfarrgemeinde steht ein Stein, der seit 1329 in den Annalen erwähnt wird und als Schauplatz des Todes von Malise Sperra gilt.“
Anders ist die Geschichte im The New Statistical Account of Scotland, vol. XV von 1845 dargestellt: „Im Stromsee gibt es die Überreste einer kleinen Burg, die angeblich von einem Sohn des Grafen von Orkney bewohnt wurde, der später auf Befehl seines Vaters am Strand von Tingwall erschlagen wurde.“